# Nasielska Kolej Dojazdowa
Nasielska Kolej Dojazdowa – nieistniejąca już kolej wąskotorowa łącząca dawniej Nasielsk i Pułtusk.
Kolej została otwarta 8 października 1950 , aby dowozić mieszkańców Pułtuska do normalnotorowej stacji kolejowej Nasielsk, skąd można było dojechać do Warszawy. Drugim powodem otwarcia kolejki była elektrownia w Pułtusku, do której trzeba było dostarczać węgiel. Węgiel dostarczano w normalnotorowych wagonach kolejowych (węglarkach), lecz nie przesypywano go do wagonów wąskotorowych, ale dostarczano węglarki na wagonach transporterach.
Kolej zamknięto w 2002 roku, gdyż przynosiła małe dochody, a ludzie wybierali autobusy PKS, ponieważ nie trzeba było się przesiadać. Na początku 2006 roku PKP rozpoczęło demontaż torów. Po rozebraniu ok. 1,5 km szlaku zareagował konserwator zabytków, który nakazał natychmiastowe wstrzymanie prac. W 2011 roku tory zostały całkowicie zdemontowane.

## Tabor
Na kolei eksploatowano następujące typy pojazdów:
- wagony spalinowe Mz (1950–1952)
- lokomotywy parowe Px48 (1951–1986)
- wagony osobowe 1Aw (1960–1991)
- lokomotywy spalinowe Lxd2 (1983–2002)
- Pług odśnieżny 802S (1990–2002)
- wagony osobowe A20D-P (1992–2002)

## Linia
| Stacja               | Kilometraż | Opis stacji                                                                             |
| -------------------- | ---------- | --------------------------------------------------------------------------------------- |
| Nasielsk Wąskotorowy | 0          | Stacja styczna z koleją normalnotorową wyposażona w parowozownię i rampy przeładunkowe. |
| Nasielsk Miasto      | 3,02       | p.o.                                                                                    |
| Poniaty              | 8,52       | p.o.                                                                                    |
| Skoroszki            | 10,45      | p.o.                                                                                    |
| Winnica              | 14,49      | Stacja wyposażona w budynek stacyjny i ładownię.                                        |
| Golądkowo            | 17,28      | p.o.                                                                                    |
| Kokoszka Mazowiecka  | 19,96      | p.o.                                                                                    |
| Płocochowo           | 22,02      | p.o.                                                                                    |
| Pułtusk              | 26,35      | Stacja końcowa z budynkiem stacyjnym i odrębną częścią towarową.                        |

p.o. → przystanek osobowy